# リチャード・ローレンス・ビショップ
リチャード・ローレンス・ビショップ（Richard Lawrence Bishop、1932年頃 - 2019年12月18日）は、アメリカ合衆国の数学者、イリノイ大学アーバナ・シャンペーン校の数学名誉教授。リーマン幾何学におけるビショップ＝グロモフの不等式は、彼とミハイル・グロモフにちなんで名付けられた。

## 生涯
ビショップはケース・ウェスタン・リザーブ大学で学部課程を学び、1954年に理学士号を取得。 Next 続いて彼はマサチューセッツ工科大学で1959年に博士号を取得し、イリノイ大学アーバナ・シャンペーン校に教員として着任。彼の論文『埋め込みとホロノミーについて』は、数学者イサドール・シンガーの指導を受けて執筆された。イリノイ大学アーバナ・シャンペーン校ではステファニー・B・アレクサンダーの博士課程を指導した。著書に『多様体の幾何学』（共著：リチャード・J・クリッテンデン、AMSチェルシー出版、1964年、ロシア語翻訳：1967年、再出版：2001年）、『多様体のテンソル解析』（共著：サミュエル・I・ゴールドバーグ、マクミラン出版、1968年、再出版：ドーヴァー出版、1980年）がある。
2013年、ビショップはアメリカ数学会のフェローに就任した。